# Headin' Home

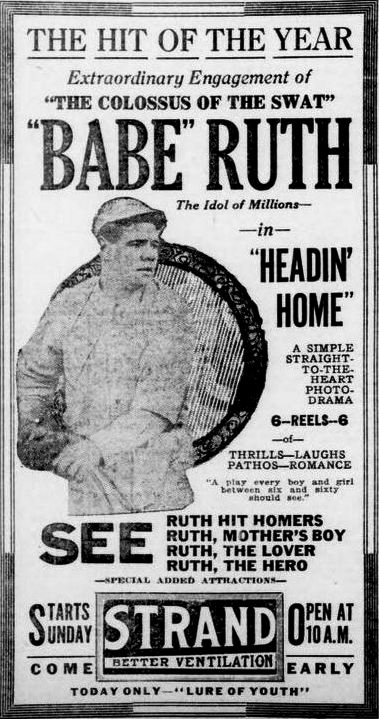
Affiche du film

Headin' Home est un film américain muet réalisé par Lawrence C. Windom et sorti en 1920.

## Synopsis
Le film raconte la véritable histoire de la vedette du baseball Babe Ruth.

## Fiche technique
- Titre alternatif : Headin' Home
- Réalisation : Lawrence C. Windom
- Scénario : Arthur "Bugs" Baer, d'après Earle Browne
- Producteurs : William Shea, Herbert H. Yudkin
- Durée : 55 minutes
- Date de sortie : 19 septembre 1920

## Distribution
- Babe Ruth : Babe
- Ruth Taylor : Mildred Tobin
- William Sheer : Harry Knight
- Margaret Seddon : la mère de Babe
- Frances Victory : Pigtails
- James A. Marcus : Simon Tobin
- Ralf Harolde : John Tobin
- Charles Byer : David Talmadge
- George Halpin : Doc Hedges
- William J. Gross : Eliar Lott
- Walter Lawrence : Tony Marino
- Ann Brody : Mme Tony Marino
- Ricca Allen : Almira Worters
- Sammy Blum : Jimbo Jones
- Ethel Kerwin : Kitty Wilson
- Tom Cameron : Deacon Flack

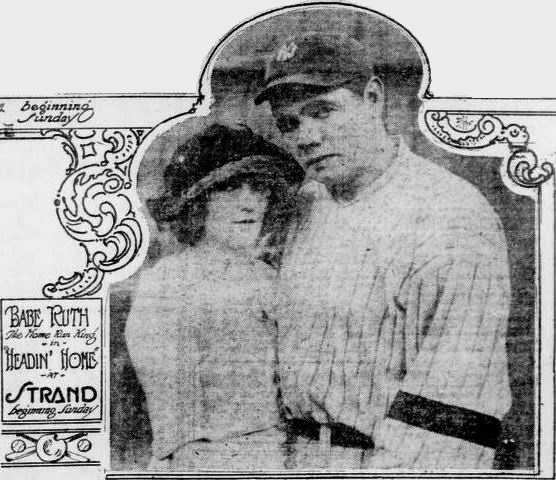
Ruth Taylor et Babe Ruth

- Charles J. Hunt : Révérend David Talmadge
- Raoul Walsh : superviseur